# Universidad de Chūō
La Universidad Central (en japonés: Universidad de Chuo, 中央大学, Chūō Daigaku) es una universidad privada japonesa de Tokio.
Renombrada por su escuela de Derecho. Tiene tres campus, distribuidos en Tama (Hachiōji), donde se enseña artes; en Korakuen, donde se enseña ciencias; y en Ichigaya (Shinjuku), donde se enseña leyes. La universidad tiene en la actualidad seis facultades, diez escuelas, y nueve institutos de investigación. También administra tres colegios.